# Boxholm (Iowa)
Boxholm es una ciudad situada en el condado de Boone, en el estado de Iowa, Estados Unidos. Según el censo de 2010 tenía una población de 195 habitantes.

## Geografía
Según la Oficina del Censo de los Estados Unidos, la localidad tiene un área total de 2,64 km², la totalidad de los cuales 2,64 km² corresponden a tierra firme.

## Demografía
Según el censo de 2010, había 195 personas residiendo en la localidad. La densidad de población era de 73,86 hab./km². Había 109 viviendas con una densidad media de 41,29 viviendas/km². El 98,97% de los habitantes eran blancos, el 0,51% afroamericanos, el 0,51% de otras razas. El 1,54% de la población eran hispanos o latinos de cualquier raza.